# Джон Фортеск'ю
Джон Фортеск'ю (англ. John Fortescue) (близько 1394, (Норріс, графство Девон — близько 1476, Ебрінгтон, Глостершир) — англійський юрист, баристер (з 1441), політичний мислитель і державний діяч. Лорд головний суддя Англії та Уельсу. Тричі призначався одним з керівників Лінкольнс-Інн. Член парламенту Великої Британії (з 1421 по 1437). Лицар-бакалавр.
Головна його друкована праця — "Похвала законам Англії"(1537).